# Hibiscuskus
Hibiscuskus (officieel Hibiscus Coast Local Municipality; Afrikaans: Hibiscuskus) is een gemeente in het Zuid-Afrikaanse district Ugu.
Hibiscuskus ligt in de provincie KwaZoeloe-Natal en telt 256.135 inwoners.

## Hoofdplaatsen
Het nationaal instituut voor de statistiek, Stats SA, deelt sinds de census 2011 deze gemeente in in 64 zogenaamde hoofdplaatsen (main place):
Bendigo • Bhethani • Bhomela • Boboyi • Buthongweni • Cabhane • Dujazana • Dumezulu • Enkanyisweni • eNtaba • Gamalakhe • Gamthilini • Gcilima • Gwababeni • Hibberdene • Hibiscus Coast NU • Ingwemabala • KwaMadlala • KwaNonhlanga • KwaNzimakwe • Louisiana • Madakana • Magog • Margate • Mbecuka • Mbeni • Mbotsha • Mdlanzi • Melville • Mgangathe • Mgolemi • Mhlalandlini • Mobatsha • Mtamvuna • Mtengwana • Murchison • Mvutshini • Mzimakwe • Ngodini • Nkampini • Nkoneni • Nkothaneni • Nositha • Nsangwini • Nsimbini • Nyandezulu • Nyanisweni • Nzimakwe • Phumula • Port Edward • Port Shepstone • Qina-About • Shobeni • Sidobe • Sigodadeni • Silwane • Southbroom • Sunduza • Thelawayeka • Thembalethu • Thongasi • Thundeza • Umzinto • Woza.